# Liste des présidents du Conseil fédéral (Autriche)
Cet article dresse la liste des présidents du Conseil fédéral ayant présidé le Conseil fédéral, la chambre haute du pouvoir législatif de l'Autriche.

## Première République
| Nom                  | Mandat                     |
| -------------------- | -------------------------- |
| Jakob Reumann        | décembre 1920-mai 1921     |
| Josef Pflanzl        | juin-juillet 1921          |
| Julius Lukas         | juillet-novembre 1921      |
| Johann Mayer         | décembre 1921-février 1922 |
| Josef Zwetzbacher    | février-mai 1922           |
| Josef Schwinner      | juin-novembre 1922         |
| Franz Rehrl          | décembre 1922-mai 1923     |
| Anton Rintelen       | juin-novembre 1923         |
| Hans Hocheneder      | novembre 1923              |
| Richard Steidle      | décembre 1923-mai 1924     |
| Otto Ender           | juin-novembre 1924         |
| Jakob Reumann        | décembre 1924-mai 1925     |
| Johann Thullner      | juin-novembre 1925         |
| Franz Reinprecht     | décembre 1925-mai 1926     |
| Rudolf Beirer        | juin-novembre 1926         |
| Karl Aubert Salzmann | décembre 1926-mai 1927     |
| Franz Rehrl          | juin-novembre 1927         |
| Olga Rudel-Zeynek    | décembre 1927-mai 1928     |
| Richard Steidle      | juin-novembre 1928         |
| Otto Ender           | décembre 1928-mai 1929     |
| Johann Schorsch      | juin-novembre 1929         |
| Rudolf Burgmann      | décembre 1929-mai 1930     |
| Wilhelm Eich         | juin-novembre 1930         |
| Josef Stöckler       | décembre 1930-mai 1931     |
| Karl Aubert Salzmann | juin-novembre 1931         |
| Franz Rehrl          | décembre 1931-mai 1932     |
| Olga Rudel-Zeynek    | juin-novembre 1932         |
| Franz Stumpf         | décembre 1932-mai 1933     |
| Otto Ender           | juin-novembre 1933         |
| Theodor Körner       | décembre 1933-février 1934 |
| Franz Hemala         | avril 1934                 |

## Deuxième République
| Nom                         | Mandat                     |
| --------------------------- | -------------------------- |
| Karl Honay                  | décembre 1945-juin 1946    |
| Wilhelm Riedl               | juillet-décembre 1946      |
| Adolf Populorum             | janvier-juin 1947          |
| Karl Eichinger              | juillet-décembre 1947      |
| Josef Stampfl               | janvier-juin 1948          |
| Josef Rehrl                 | juillet-décembre 1948      |
| Josef Zingl                 | janvier-juin 1949          |
| Franz Lechner               | juillet-décembre 1949      |
| Adolf Vögel                 | janvier-juin 1950          |
| Richard Freund              | juillet-décembre 1950      |
| Jakob Mädl                  | janvier-juin 1951          |
| Hans Herke                  | juillet-décembre 1951      |
| Leopold Weinmayer           | janvier-juin 1952          |
| Ernst Grundemann-Falkenberg | juillet-décembre 1952      |
| Friedrich Gugg              | janvier-juin 1953          |
| Johanna Bayer               | juillet-décembre 1953      |
| Franz Lechner               | janvier-mai 1954           |
| Anton Brugger               | mai 1954                   |
| Franz Weber                 | mai-juin 1954              |
| Adolf Vögel                 | juillet-décembre 1954      |
| Hans Riemer                 | janvier-juin 1955          |
| Anton Frisch                | juillet-décembre 1955      |
| Hans Herke                  | janvier-juin 1956          |
| Erich Suchanek              | juin 1956                  |
| Theodor Eggendorfer         | juillet-décembre 1956      |
| Wilhelm Salzer              | janvier-juin 1957          |
| Friedrich Gugg              | juillet-décembre 1957      |
| Leopold Babitsch            | janvier-juin 1958          |
| Karl Marberger              | juillet-décembre 1958      |
| Adolf Vögel                 | janvier-juin 1959          |
| Otto Skritek                | juillet-décembre 1959      |
| Franz Kroyer                | janvier-juin 1960          |
| Josef Guttenbrunner         | juillet-décembre 1960      |
| Theodor Eggendorfer         | janvier-juin 1961          |
| Wilhelm Salzer              | juillet-novembre 1961      |
| Leopold Helbich             | novembre-décembre 1961     |
| Friedrich Gugg              | janvier-juin 1962          |
| Otto Hofmann-Wellenhof      | juillet-décembre 1962      |
| Franz Gschnitzer            | janvier-juin 1963          |
| Hans Bürkle                 | juillet-décembre 1963      |
| Otto Skritek                | janvier-juin 1964          |
| Franz Bezucha               | juillet-décembre 1964      |
| Helene Tschitschko          | janvier-juin 1965          |
| Theodor Eggendorfer         | juillet-décembre 1965      |
| Jörg Iro                    | janvier-juin 1966          |
| Friedrich Gugg              | juillet-décembre 1966      |
| Hans Heger                  | décembre 1966              |
| Josef Krainer               | janvier-juin 1967          |
| Anton Brugger               | juillet-décembre 1967      |
| Hans Bürkle                 | janvier-février 1968       |
| Hans Pitschmann             | février-juin 1968          |
| Alfred Porges               | juillet-décembre 1968      |
| Thomas Wagner               | janvier-juin 1969          |
| Helene Tschitschko          | juillet-décembre 1969      |
| Michael Göschelbauer        | janvier-juin 1970          |
| Franz Fruhstorfer           | juillet-décembre 1970      |
| Hans Heger                  | janvier-juin 1971          |
| Otto Hofmann-Wellenhof      | juillet-décembre 1971      |
| Helmut Mader                | janvier-juin 1972          |
| Hans Bürkle                 | juillet-décembre 1972      |
| Franz Skotton               | janvier-juin 1973          |
| Stefan Trenovatz            | juillet-décembre 1973      |
| Helene Tschitschko          | janvier-juin 1974          |
| Michael Göschelbauer        | juillet-décembre 1974      |
| Georg Schreiner             | janvier-juin 1975          |
| Hans Heger                  | juillet-décembre 1975      |
| Otto Hofmann-Wellenhof      | janvier-juin 1976          |
| Rudolf Schwaiger            | juillet-décembre 1976      |
| Hans Bürkle                 | janvier-juin 1977          |
| Franz Skotton               | juillet-décembre 1977      |
| Josef Medl                  | janvier-juin 1978          |
| Franz Tratter               | juillet-décembre 1978      |
| Michael Göschelbauer        | janvier-juin 1979          |
| Georg Schreiner             | juillet-octobre 1979       |
| Josef Knoll                 | octobre-décembre 1979      |
| Hans Heger                  | janvier-juin 1980          |
| Otto Hofmann-Wellenhof      | juillet-décembre 1980      |
| Rudolf Schwaiger            | janvier-juin 1981          |
| Hans Pitschmann             | juillet-décembre 1981      |
| Franz Skotton               | janvier-juin 1982          |
| Anton Berger                | juillet-décembre 1982      |
| Josef Wöginger              | décembre 1982              |
| Franz Tratter               | janvier-juin 1983          |
| Michael Göschelbauer        | juillet-décembre 1983      |
| Josef Knoll                 | janvier-juin 1984          |
| Helmut Frauscher            | juillet-décembre 1984      |
| Eduard Pumpernig            | janvier-juin 1985          |
| Rudolf Schwaiger            | juillet-décembre 1985      |
| Georg Ludescher             | janvier-juin 1986          |
| Reinhold Suttner            | juillet-décembre 1986      |
| Gerhard Frasz               | janvier-juin 1987          |
| Helga Hieden-Sommer         | juillet-décembre 1987      |
| Herbert Schambeck           | janvier-juin 1988          |
| Erwin Köstler               | juillet-décembre 1988      |
| Helmut Frauscher            | janvier-juin 1989          |
| Anton Nigl                  | juillet-décembre 1989      |
| Martin Strimitzer           | janvier-juin 1990          |
| Georg Ludescher             | juillet-décembre 1990      |
| Anna Elisabeth Haselbach    | janvier-juin 1991          |
| Franz Pomper                | juillet-décembre 1991      |
| Dietmar Wedenig             | janvier-juin 1992          |
| Herbert Schambeck           | juillet-décembre 1992      |
| Erich Holzinger             | janvier- juin 1993         |
| Helmut Frauscher            | juillet-octobre 1993       |
| Ludwig Bieringer            | octobre-décembre 1993      |
| Alfred Gerstl               | janvier-juin 1994          |
| Gottfried Jaud              | juillet-décembre 1994      |
| Jürgen Weiss                | janvier-juillet 1995       |
| Anna Elisabeth Haselbach    | juillet-décembre 1995      |
| Johann Payer                | janvier-juin 1996          |
| Josef Pfeifer               | juillet-décembre 1996      |
| Herbert Schambeck           | janvier-juin 1997          |
| Günther Hummer              | juillet-décembre 1997      |
| Ludwig Bieringer            | janvier-juin 1998          |
| Alfred Gerstl               | juillet-décembre 1998      |
| Gottfried Jaud              | janvier-juin 1999          |
| Jürgen Weiss                | juillet-décembre 1999      |
| Anna Elisabeth Haselbach    | janvier-juin 2000          |
| Johann Payer                | juillet-décembre 2000      |
| Johanna Auer                | décembre 2000              |
| Gerd Klamt                  | janvier-juin 2001          |
| Alfred Schöls               | juillet-décembre 2001      |
| Uta Barbara Pühringer       | janvier-juin 2002          |
| Ludwig Bieringer            | juillet-décembre 2002      |
| Herwig Hösele               | janvier-juin 2003          |
| Hans Ager                   | juillet-décembre 2003      |
| Jürgen Weiss                | janvier-juin 2004          |
| Anna Elisabeth Haselbach    | juillet-décembre 2004      |
| Georg Pehm                  | janvier-juin 2005          |
| Peter Mitterer              | juillet-décembre 2005      |
| Sissy Roth-Halvax           | janvier-juin 2006          |
| Gottfried Kneifel           | juillet-décembre 2006      |
| Manfred Gruber              | janvier-juin 2007          |
| Wolfgang Erlitz             | juillet-décembre 2007      |
| Helmut Kritzinger           | janvier-juin 2008          |
| Jürgen Weiss                | juillet-décembre 2008      |
| Harald Reisenberger         | janvier-juin 2009          |
| Erwin Preiner               | juillet-décembre 2009      |
| Peter Mitterer              | janvier-juin 2010          |
| Martin Preineder            | juillet-décembre 2010      |
| Gottfried Kneifel           | janvier-juin 2011          |
| Susanne Kurz                | juillet-décembre 2011      |
| Gregor Hammerl              | janvier-juin 2012          |
| Georg Keuschnigg            | juillet-décembre 2012      |
| Edgar Mayer                 | janvier-juin 2013          |
| Reinhard Todt               | juillet-décembre 2013      |
| Michael Lampel              | janvier-juin 2014          |
| Ana Blatnik                 | juillet-décembre 2014      |
| Sonja Zwazl                 | janvier-juin 2015          |
| Gottfried Kneifel           | juillet-décembre 2015      |
| Josef Saller                | janvier-juin 2016          |
| Mario Lindner               | juillet-décembre 2016      |
| Sonja Ledl-Rossmann         | janvier-juin 2017          |
| Edgar Mayer                 | juillet-décembre 2017      |
| Reinhard Todt               | janvier-juillet 2018       |
| Inge Posch-Gruska           | juillet-décembre 2018      |
| Ingo Appé                   | janvier-juin 2019          |
| Karl Bader                  | juillet-décembre 2019      |
| Robert Seeber               | janvier-juin 2020          |
| Andrea Eder-Gitschthaler    | juillet-décembre 2020      |
| Christian Buchmann          | janvier-juin 2021          |
| Peter Raggl                 | juillet-décembre 2021      |
| Christine Schwarz-Fuchs     | janvier-juin 2022          |
| Korinna Schumann            | juillet-décembre 2022      |
| Günter Kovacs               | janvier 2023-juin 2023     |
| Claudia Arpa                | juillet-décembre 2023      |
| Margit Göll                 | janvier-juillet 2024       |
| Franz Ebner                 | juillet 2024-décembre 2024 |
| Andrea Eder-Gitschthaler    | janvier 2025-              |